# Waterdrieblad
Waterdrieblad (Menyanthes trifoliata) is een plant uit de watergentiaanfamilie (Menyanthaceae). Het geslacht Menyanthes is monotypisch, wat wil zeggen dat Menyanthes trifoliata de enige soort in dit geslacht is. Het waterdrieblad staat op de Nederlandse Rode Lijst van planten. In Nederland is de plant vanaf 1 januari 2017 niet meer wettelijk beschermd. De moerasplant is in laagveengebied plaatselijk vrij algemeen, maar geldt er als sterk afgenomen. 

## Kenmerken
De lange wortelstok kruipt over de bodem en draagt tot 30 cm hoge bloeiende scheuten. Het blad is drietallig en 3,5-7 cm lang. Het blad is omgekeerd eirond en gaafrandig. De bladsteel is lang en heeft een schede. De bloemknoppen zijn rood maar de geopende bloem is wit en heeft een doorsnede van circa 1,5 cm. Er zijn vijf kroonblaadjes met slippen die bezet zijn met franjeachtige beharing. De plant vormt een rijk bloeiende piramidevormige bloemtros die aanwezig is van april tot juli met soms een tweede bloei in oktober. Het waterdrieblad draagt een bolvormige doosvrucht.

## Toepassingen
De plant bevat een bittere stof die vroeger gebruikt werd als tonicum en kalmeringsmiddel. De stof wordt ook in homeopathie toegepast zoals beschreven door Samuel Hahnemann in zijn Materia Medica Pura.

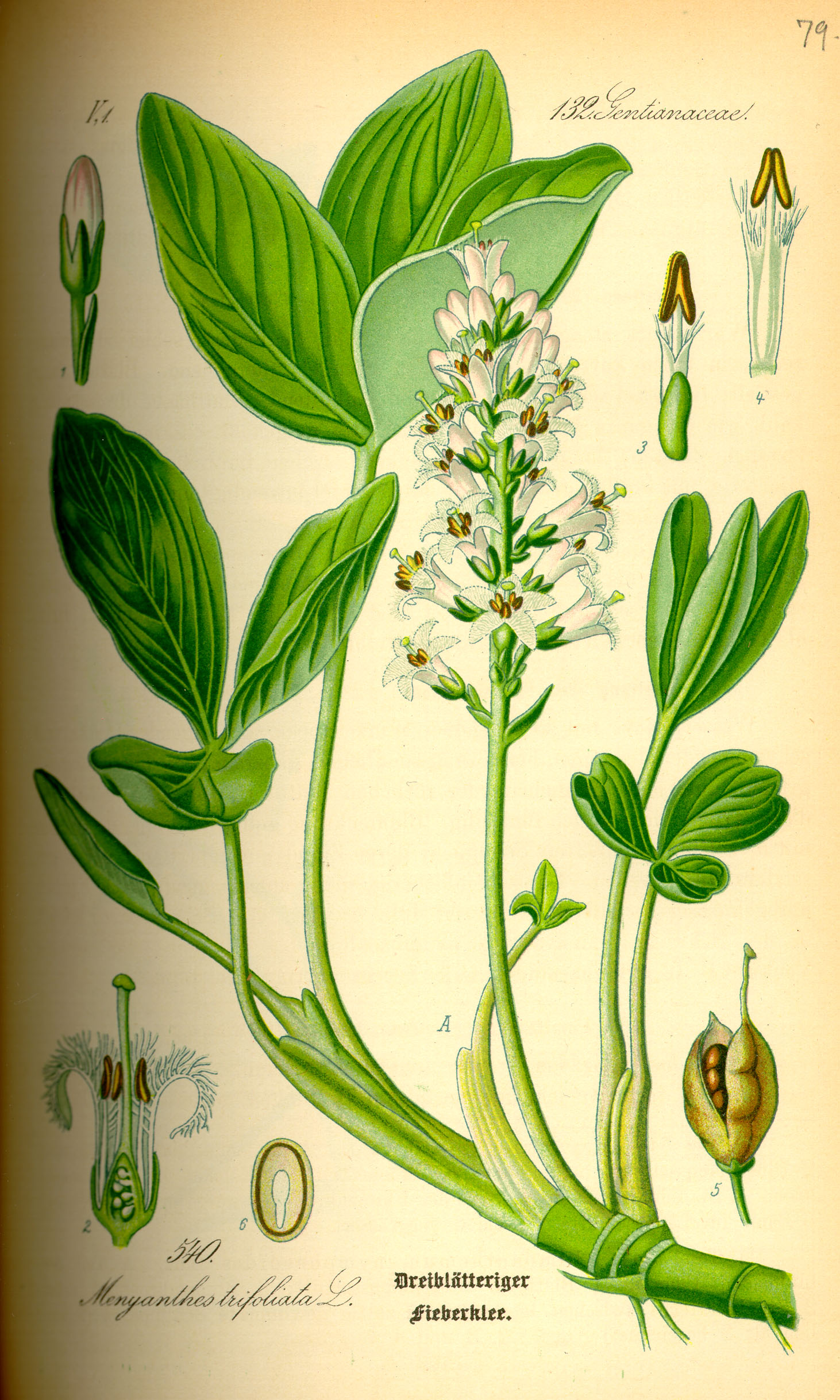
Waterdrieblad
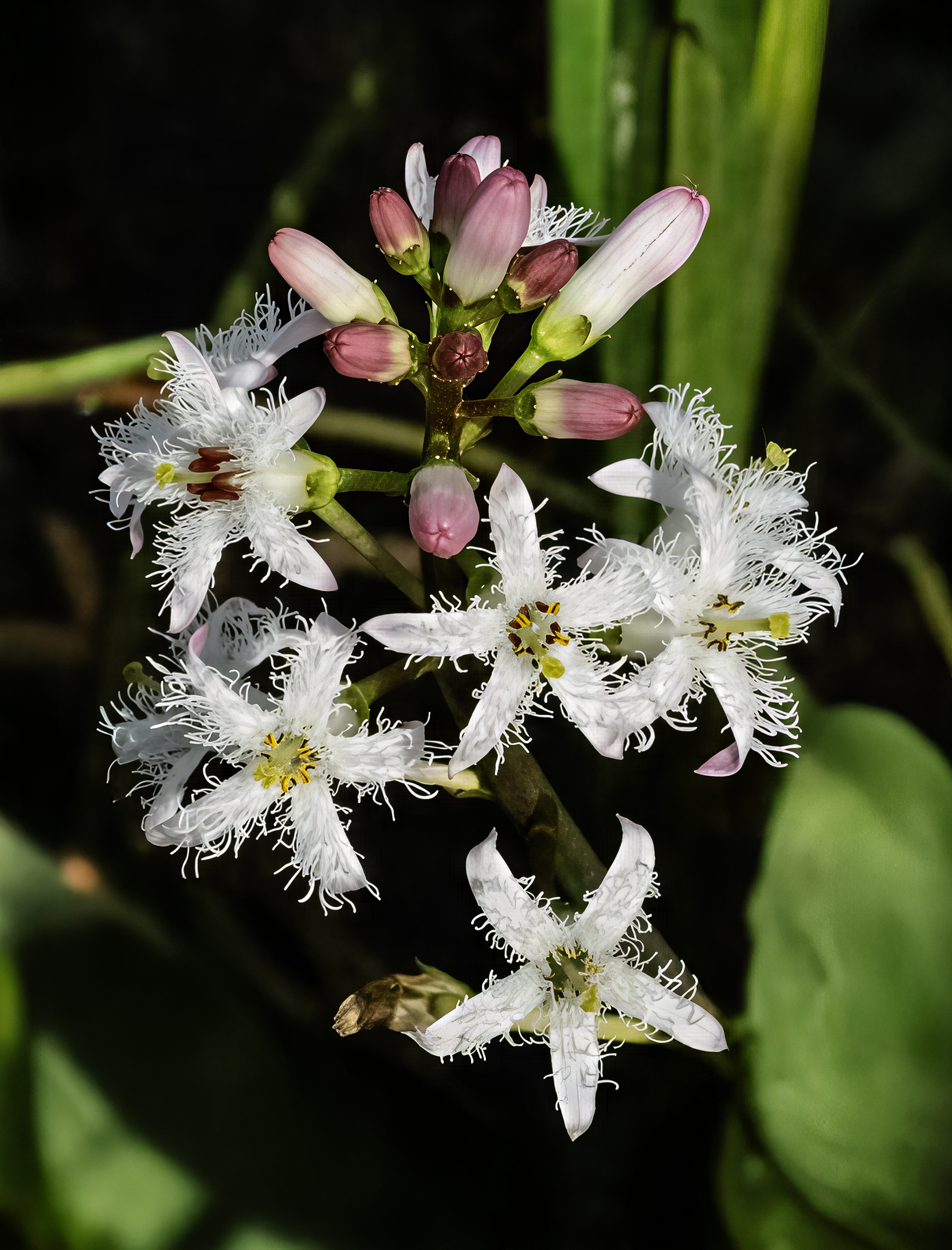
Bloem van het waterdrieblad
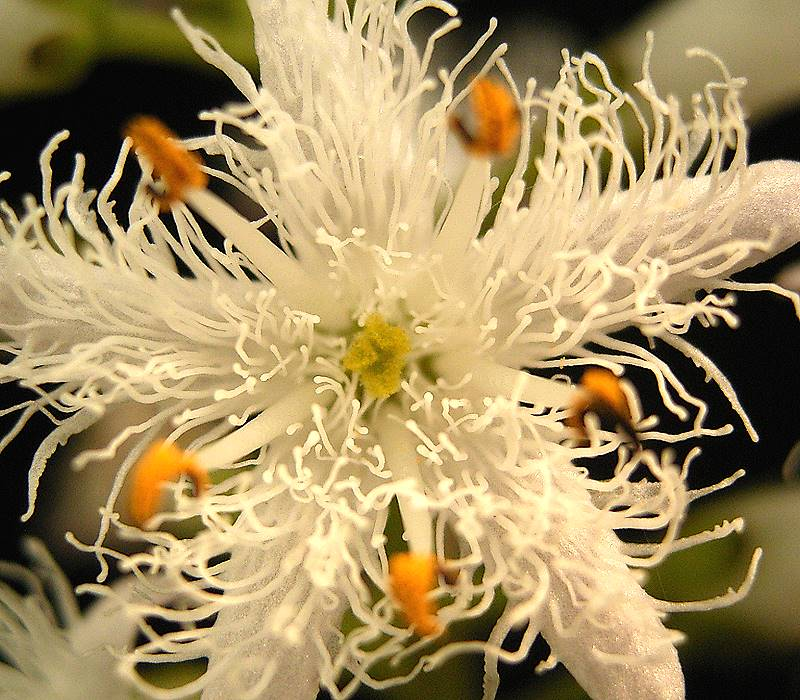